# ペール・クローグ

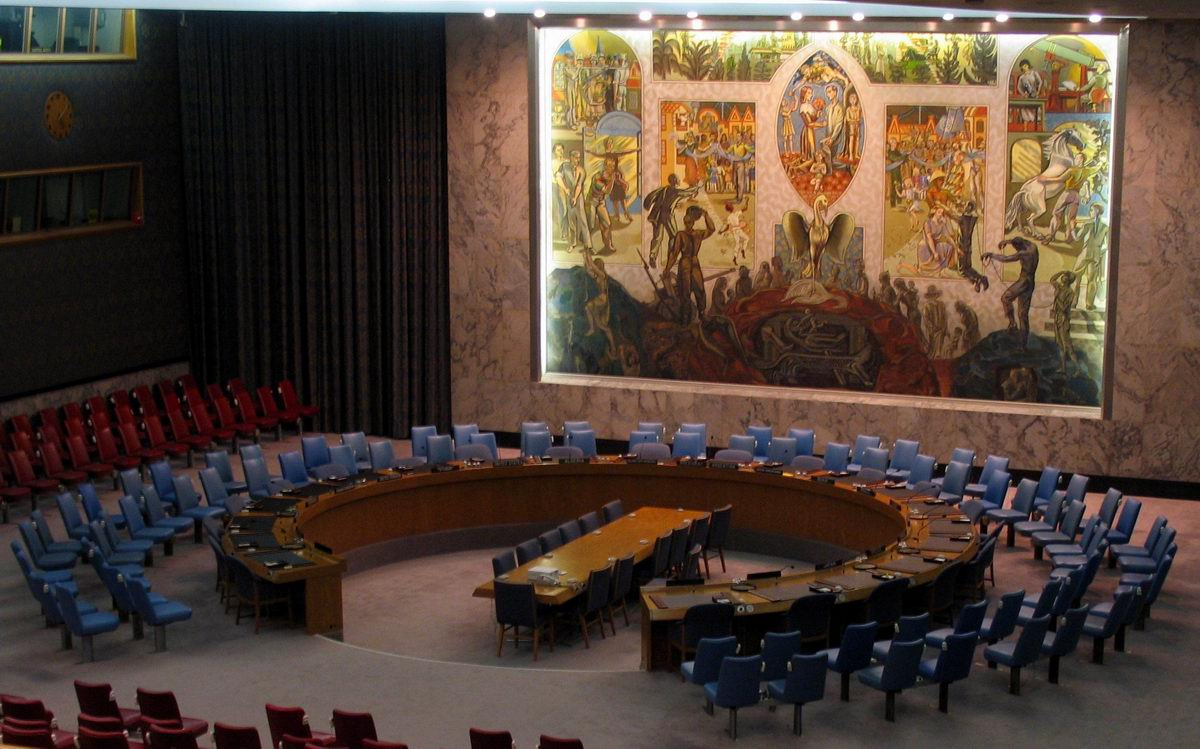
国連安全保障理事会会議場の壁画

ペール・ラッソン・クローグ（ノルウェー語: Per Lasson Krohg、1889年6月18日 - 1965年3月3日）は、ノルウェーの芸術家。
ニューヨークの国際連合本部ビル内にある国際連合安全保障理事会会議場の壁画を制作した。

## 経歴
画家のクリスチャン・クローグとオダ・クローグ（英語）の息子として、ノルウェーのオースゴールストランに生まれた。一家はパリに住み、そこで育った。早くから芸術的才能を発揮し、最初は父親に（1903年から1907年まで）、次にアンリ・マティスに（1909年から1910年まで）師事した。初期の頃は、新聞の挿絵を描いたり、パリでタンゴを教えたりしていた。
芸術家として、紙のドローイング、イラスト、ポスターから、舞台装置のデザイン、彫刻、記念碑的な絵画まで幅広い分野にわたって活動した。1930年にノルウェーに戻ってからは、オスロの国立芸術デザイン大学で教鞭を執った。第二次世界大戦中は、ヴェイダル収容所（英語）の強制労働者として働いていた。1946年には国立芸術アカデミーの教授に任命され、1955年から1958年までは同アカデミーの所長を務めた。彼の教え子には、フリスホフ・ティディマンド・ヨハネセン（英語）やトゥーラ・ブロンバーグ・ランスレット（英語）などがいる。
ニューヨークの国連ビル内にある国連安全保障理事会室の壁画を制作。その他にも、オスロ大学の物理・化学棟やオスロ市庁舎など、多くの公共施設に大きなフレスコ画を描いている。コペンハーゲン国立美術館には6点の作品が収蔵されている。
1950年には国王功労賞（金）を受賞し、1955年には聖オーラヴ勲章のコマンダーに任命された。1936年からはストックホルムのスウェーデン王立美術院の会員となり、1948年にはオイゲン王子メダルを授与された。

## 私生活
2度結婚している。1915年には、テキスタイル・アーティストのセシル・マリー（ルーシー）・ヴィディル（英語）（1891-1977）と結婚したが、1934年に結婚を解消した。1934年にはRagnhild Helene Andersen（1908-1972）と結婚。ノルウェーのアーティスト、ガイ・クローグ（英語）（1917-2002）の父親でもある。

## その他のソース
- Nergaard, Trygve  Bilder av Per Krohg (Aschehoug. 2000) ISBN 82-03-22447-4
- Hölaas, O. Per Krohg. A retrospective loan exhibition of oil paintings (New York: Galerie St. Etienne, 1954)
- Langaard, Johan Per Krohg (Glendendal Norsk Forlat. 1931)

## 関連リンク
- Security Council Chamber painting
- 360 degree view of the Security Council Chamber
- Prins Eugen-medaljen
- Family genealogy